# 비트바테르스란트 대학교
비트바테르스란트 대학교(University of the Witwatersrand)는 남아프리카 공화국 하우텡 주 요하네스버그에 있는 4년제 사립 대학이다. 2015년 기준으로 학생 33,711명이 재학하고 있다.

## 역사
영국의 식민지 시절이던 1896년에 킴벌리에서 개교한 남아프리카 광업학교(South African School of Mines)가 전신이다. 1904년 요하네스버그로 이전하면서 트란스발 기술연구원(Transvaal Technical Institute)으로 이름을 바꿨고 1906년에는 트란스발 대학교(Transvaal University College)로 이름을 바꿨다.
1908년에는 프리토리아에 트란스발 대학교 캠퍼스가 새로 들어섰으며 1910년 5월 17일을 기해 요하네스버그 캠퍼스와 프리토리아 캠퍼스로 분리되었다. 프리토리아 캠퍼스는 1930년에 프리토리아 대학교에 통합될 때까지 남았다. 요하네스버그 캠퍼스는 나중에 남아프리카 광업기술학교(South African School of Mines and Technology)로 개편되었고 1920년에는 요하네스버그 대학교(University College, Johannesburg)로 이름을 바꿨다.
1922년 3월 1일을 기해 종합 대학으로 개편되면서 지금과 같은 이름으로 바뀌었지만 1959년부터 1994년까지는 아파르트헤이트 정책에 따른 교육 관련 법률에 따라 대학의 활동이 제한되기도 했다.

## 학교 동문
- 에런 클루그 (1982년 노벨 화학상 수상자)
- 네이딘 고디머 (1991년 노벨 문학상 수상자)
- 넬슨 만델라 (입학했으나 졸업하지 않음, 그러나 그 이후 1996년 명예 학사 학위 수여. 1993년 노벨 평화상 수상자)
- 시드니 브레너 (2002년 노벨 생리학·의학상 수상자)